# 諾索姆 (明尼蘇達州未組織地區)
諾索姆（英語：Northome）是位於美國明尼蘇達州康契欽縣的一個未組織地區。

## 地方資料
諾索姆的面積為769.93平方千米，當中陸地面積為766.74平方千米，而水域面積為3.19平方千米。根據2020年美國人口普查的數據，當地共有人口448人，而人口密度為每平方千米0.58人。